# 羅馬帝國鎮壓基督教

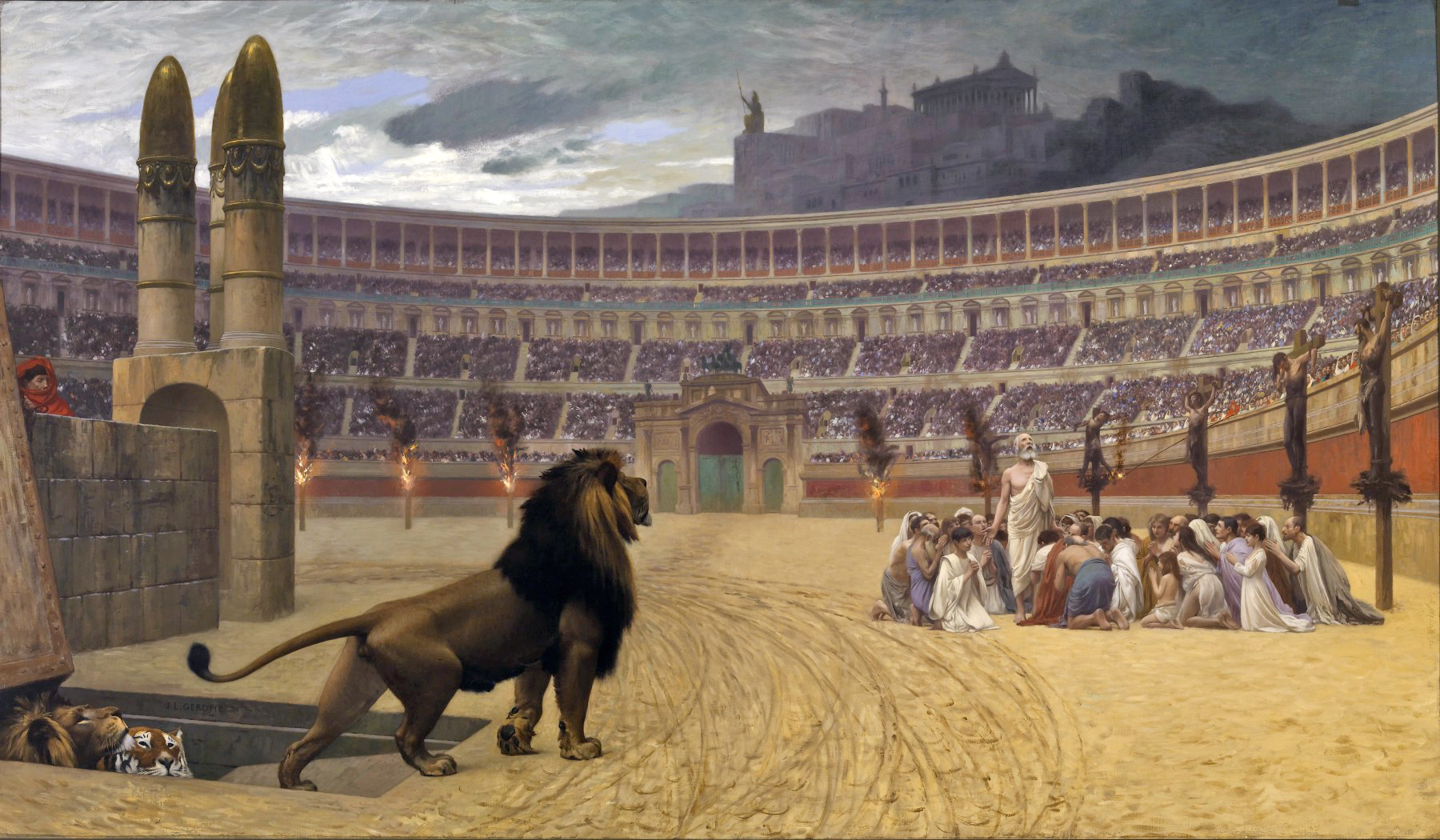
讓-里奧·傑洛姆創作的《基督教殉道者的最后祈祷》(1883)

从公元1世纪开始，羅馬帝國開始鎮壓基督教。原本羅馬帝國是以古羅馬宗教和希腊化宗教等為主導的多神論帝国，随着基督教在羅馬帝国的传播，基督教与羅馬帝國的主流宗教发生了意识形态上的冲突。基督徒憎恶羅馬帝國的臣民向被神化的羅馬帝國皇帝或羅馬眾神献祭，因为這與基督教禁止偶像崇拜的教規相抵觸。於是羅馬帝國當局以各種形式惩罚基督徒。
羅馬帝國第一次鎮壓基督教發生在尼禄統治時期。馬爾庫斯·奧列里烏斯時期，羅馬帝國加大了對基督教的鎮壓力度。此後鎮壓行動有所鬆弛。在德西乌斯和加卢斯时期，鎮壓行動再度开始。瓦勒良在罗马－波斯战争期间被萨珊波斯帝國的沙普尔一世俘虜，加里恩努斯繼位後因三世紀危機，羅馬帝國當局暫時停止鎮壓活動，但仍小規模地迫害。
四帝共治制的帝國東部主皇帝（奧古斯都）戴克里先在位時期發動戴克里先迫害，这是羅馬帝國最后一次鎮壓基督教。隨著西部主皇帝馬克西米安去世、東部副皇帝（凯撒）並且在305年成為東部主皇帝後伽列里乌斯发布《塞尔迪卡敕令》，停止了帝國東部的鎮壓。西部主皇帝君士坦丁大帝于312年10月在米尔维安大桥战役中击败了覬位者马克森提乌斯之后，君士坦丁大帝和東部主皇帝李锡尼在313年颁布米兰敕令，允许包括基督教在内的所有宗教在羅馬帝國境內傳播。
380年薩洛尼卡敕令頒布後，基督教成为罗马帝国的国教。